# Tungurahua (provins)
Tungurahua är en provins i centrala Ecuador. Den administrativa huvudorten är Ambato. Befolkningen beräknas till 441 389 invånare på en yta av 2 896 kvadratkilometer.

## Administrativ indelning
Provinsen är indelad i nio kantoner:
- Ambato
- Baños
- Cevallos
- Mocha
- Patate
- Pelileo
- Píllaro
- Quero
- Tisaleo